# 椑南镇
椑南镇，原为椑南乡，是中华人民共和国四川省内江市东兴区曾经下辖的一个镇。2019年12月，撤销椑南镇，将其所属行政区域划归椑木镇管辖。

## 行政区划
椑南镇撤销前下辖以下地区：
界牌社区、双洞子社区、牛棚子村、沙石村、四发村、田圃村、花马村、岔冲村、红庙村、凉水井村、四方碑村、河口村、游家坝村、烧房村、麻湾村、千河村、资圣村、大冲村、蒋家寺村和龙湾村。